# Aviadvigatěl
Aviadvigatěl PAO (rusky ОАО "Авиадвигатель", "letecký motor") je ruský letecký výrobce, který se zabývá vývojem a výrobou leteckých motorů, především proudových motorů pro civilní i vojenské letouny. Sídlí ve městě Perm a motory zde vyrobené pohánějí stroje Iljušin Il-76MF, Iljušin Il-96, Tupolev Tu-204 a Tupolev Tu-214. Také se zde vyrábějí plynové turbíny pro průmyslové využití. Původ společnosti se dá vystopovat ke konstrukční kanceláři při továrně č. 19 vytvořené speciálně pro letecké motory.
Továrna byla založena 1. června 1934 za účelem výroby motoru Švecov M-25 odvozeného z amerického Wright Cyclone. Šéfkonstruktérem byl jmenován Arkadij Švecov. Konstrukční kancelář dostala označení OKB-19 a neformálně se nazývala Konstrukční kancelář Švecov.
První motor, který OKB-19 vyráběla, byla licenční varianta hvězdicového motoru Wright R-1820-F3 Cyclone 9, označená Švecov M-25. Mezi další motory zde vyráběné patřily M-11, M-71 AŠ-2, AŠ-21, AŠ-62, AŠ-73 a AŠ-82. Za pouhé čtyři roky se OKB-19 stala hlavním ruským dodavatelem hvězdicových leteckých motorů pro sovětský letecký průmysl. Ostatní kanceláře jako Mikulinova a Klimovova byly určeny k práci na řadových a vidlicových motorech.
Po Švecovově smrti v roce 1953 vedení převzal Pavel Alexandrovič Solovjov a název se změnil na Konstrukční kancelář Solovjov. Pod jeho vedením vznikly motory D-15 pro letoun Mjasiščev M-50. Mezi další patřily motory D-25, D-20 a D-30.